# Иохельсон, Владимир Ильич
Владимир (Вениамин) Ильич Иохельсон (14 (26) января 1855, Вильно — 2 ноября 1937, Нью-Йорк) — российский этнограф, основоположник юкагироведения, один из ведущих исследователей Севера, политический деятель и революционер.

## Юность и революционная деятельность
Родился в Вильно в еврейской купеческой семье, родители готовили его к богословской карьере. Учился в хедере и Виленском раввинском училище, где после знакомства с А. И. Зунделевичем примкнул к революционному движению — присоединился к кружку, изучавшему и распространявшему социалистическую литературу.
В 1875 году под угрозой ареста эмигрировал в Германию, где получил профессию токаря и продолжил своё образование, посещая лекции Дюринга и общаясь с лидерами социал-демократов Каутским и Бернштейном. В 1876 году нелегально вернулся в Россию — в г. Кременчуг, где организовал народнический кружок, однако после разгрома кружка полицией вновь эмигрирует в Берлин. В конце 1877 года приезжает в Москву, где вступает в организацию «Земля и воля», в которой занимается переправкой и распространением нелегальной литературы и участвует, хотя и косвенно, в подготовке убийства шефа жандармов Мезенцова С. М. Степняком-Кравчинским. Вскоре после Липецкого съезда вступил в организацию «Народная воля». В ней В. И. Иохельсон сначала заведовал динамитной мастерской, затем изготавливал поддельные паспорта и другие документы, организовывал переход через границу нелегалов, работая вместе с А. И. Зунделевичем, С. Л. Перовской, В. И. Засулич, С. М. Кравчинским, Н. И. Кибальчичем и др.
Летом 1880 года он по делам «Народной воли» выехал в Европу, где познакомился с П. Л. Лавровым, Ф. Энгельсом, участвовал в издании журнала «Вестник Народной Воли» и занимался изданием книги «Календарь Народной Воли». С 1880 года — вновь в эмиграции в Швейцарии. Преподавал в школе для русских учащихся в г. Parchet. В 1884 году при попытке перехода границы арестован российской полицией, пытался бежать, но неудачно, и несколько месяцев провел в Петропавловской крепости. В 1886 году был осужден на 10 лет ссылки в Восточной Сибири.
В 1922 году Иохельсон так оценивал деятельность народовольцев:

Одно несомненно, что покушения на царя подорвали мистическое отношение к его особе в народных массах, уничтожили его обоготворение и немало содействовали окончательному падению самодержавия.

## Научная деятельность
В якутской ссылке активно знакомится с жизнью юкагиров, изучает их язык и быт. Результатом наблюдений становятся первые этнографические работы Иохельсона: «Олекминские скопцы» и «Заметки о населении Якутской области в историко-этнографическом отношении», последняя в 1895 году была удостоена серебряной медали Императорского Российского географического общества.
В 1894—1897 годах принимал участие в этнографической («Сибиряковской») экспедиции Императорского Русского географического общества в Якутии вместе с другими политическими ссыльными-этнографами —
В. Г. Богоразом,
Э. К. Пекарским,
И. И. Майновым,
Н. А. Виташевским,
а также бывшим ссыльным Д. А. Клеменцем,
к тому времени руководителем Восточно-Сибирского отдела ИРГО.
В ходе экспедиции был собран уникальный материал о жизни восточносибирских народов, прежде всего юкагиров, изучил их язык.
Резко высказывался о ввозе спиртного на Колыму, с помощью которого торговцы спаивали и обманывали народы Севера.
В 1897 году Иохельсон был избран в члены Восточно-Сибирского отдела ИРГО.
За работу «Бродячие роды тундры между Индигиркой и Колымой» он был награждён в январе 1900 года.
Малой золотой медалью Восточно-Сибирского отдела ИРГО.
Трижды награждался медалями РГО (1895 — серебряная, 1900 — малая золотая, 1914 — золотая), в 1916 от Императорской Санкт-Петербургской АН получил премию им. М. Н. Ахматова.
В 1898 году возвращается в Петербург, где встречается с куратором отдела этнологии Американского музея естественной истории Ф. Боасом, который приглашает его участвовать в Северо-Тихоокеанской экспедиции музея, получившей название Джесуповской. Разрешение на участие в этой экспедиции Иохельсона, а также другого ссыльного В. Богораза дал лично Николай II, однако сопроводив это разрешение тайным циркуляром не оказывать им — как бывшим революционерам — никакой помощи.
В ходе экспедиции, проходившей в тяжелых условиях (в частности, отряд вынужден был не раз голодать), был собран обширный этнографический и лингвистический материал. В. И. Иохельсон на основе опыта этой экспедиции написал монографии по истории и культуре коряков и юкагиров.
В 1908—1912 годах участвовал в экспедиции Русского географического общества на Камчатку и Алеутские острова.

## После экспедиций
В феврале 1914 года Иохельсон «за всю совокупность трудов …по изучению народов северо-востока Азии и сопредельных стран» был награждён золотой медалью Императорского Русского Географического Общества (по отделению этнографии и статистики).
Однако оклада не получил и оставался фактически без средств к существованию.
23 сентября 1915 года Иохельсон на заседании Историко-филологического отдела Императорской Академии наук обратился с просьбой об оказании ему содействия в обработке и издании собранных им материалов по языкам, народному творчеству и этнографии алеутов и племен северо-востока Сибири. Он просил 2000 руб. на 5 лет, что соответствовало зарплате младшего этнографа. Однако тогда Академия наук вопрос не решила.
Иохельсон остался сверхштатным этнографом Этнографического музея. Печатался в журналах «Этнографическое обозрение», «Живая старина», «Известия Русского географического общества» и др.
В 1918 г. наконец стал сотрудником Азиатского музея в Петрограде, но его работы не публиковались, и для завершения исследований Иохельсон уехал в США
C 1922 года жил в США, где издал целый ряд работ, сохраняя советское гражданство. Труды Иохельсона издавал вашингтонский Институт Карнеги, на родине же в сталинский период его исследования подвергались огульной критике за «немарксизм». Тем не менее, согласно завещанию ученого, значительная часть его личного архива уже после Второй мировой войны была передана в СССР.

## Семья
- Первая жена — Ольга Григорьевна Иохельсон, урождённая Павелко. Вышла замуж за В. И. Иохельсона 16 сентября 1887 года накануне его высылки в Якутию, в ссылку  с ним не поехала, но постоянно поддерживала его. Брак окончательно распался с отъездом Иохельсона из ссылки за границу в конце 1897 — первой половине 1898 года.
- Вторая жена — Дина Лазаревна Бродская-Иохельсон (1864—1943), в официальном браке с Иохельсоном с 1901 года. Уроженка г. Керчи, первая женщина доктор физической антропологии из России[4].

## Значение исследований
За годы научной работы В. И. Иохельсон внес огромный вклад в исследование языка и культуры якутов, коряков, ительменов, юкагиров, алеутов, собрал значительные коллекции, сохраняющие — наряду с его исследованиями — несомненную актуальность. Экспонаты, собранные В. И. Иохельсоном, до сих пор выставляются в Музее антропологии и этнографии в Петербурге.
Исследователь С. Б. Слободин считает, что «огромный научный потенциал содержат и его архивы, далеко не полностью изученные специалистами».

## Избранная библиография
Полный библиографический список работ В. И. Иохельсона
- Иохельсон В. И. Олекменские скопцы: Историко-бытовой очерк // Живая старина. 1894. Вып. 2. С. 161—203.
- Иохельсон В. И. Заметки о населении Якутской области в историко-географическом отношении//Землеведение. Вып. 2. 1895. С. 1 — 37.
- Иохельсон В. И. Очерк зверопромышленности и торговли мехами в Колымском округе (Тр. Якутской экспедиции. Отд. III. Т. X. Ч. 3). СПб., 1898.
- Иохельсон В. И. По рекам Ясачной и Коркодону. Древний и современный юкагирский быт и письмена // Изв. ИРГО. 1898. Т. 34. Вып. III. С. 255—290.
- Иохельсон В. И. Материалы по изучению юкагирского языка и фольклора, собранные в Колымском округе. — СПб. 1900.
- Иохельсон В. И. Бродячие роды тундры между реками Индигиркой и Колымой, их этнический состав, наречие, быт, брачные и иные обычаи и взаимодействие различных племенных элементов. // Отд. оттиск из журнала «Живая старина». 1900. Вып. 1 — 2.
- Иохельсон В. И. Этнологические проблемы на северных берегах Тихого океана. // Изв. ИРГО. 1907. Т. 43. С. 63 — 92.
- Иохельсон В. И. Древние и современные подземные жилища племен северовосточной Азии и северо-западной Америки // Ежегодник Русского антропологического общества. N 2. Санкт-Петербургский университет, 1909. С. 9 — 48.
- Иохельсон В. И. Из писем В. И. Иохельсона, начальника Этнографического Отдела Камчатской экспедиции Ф. П. Рябушинского, к секретарю ИРГО // Известия ИРГО. 1909. Т. 45. Вып. 9. С. 613—625.
- Иохельсон В. И. Из писем В. И. Иохельсона, начальника Этнографического Отдела Камчатской экспедиции Ф. П. Рябушинского // Изв. ИРГО. 1911. Т. 47. Вып. I—V. С. 97 — 111.
- Иохельсон В. И. Заметки о фонетических и структурных основах алеутского языка//Изв. Императорской Академии Наук. 1912. N 17. Декабрь. С. 1031—1047.
- Иохельсон В. Записка В. И. Иохельсона об оказании ему содействия в обработке и издании собранных им материалов по языкам, народному творчеству и этнографии алеутов и племен крайнего северо-востока Сибири // Изв. Императорской Академии Наук. 1915. N 20. С. 1697—1707.
- Иохельсон В. Далекое прошлое // Былое. (СПб.). 1918. Т. 13.
- Иохельсон В. Первые дни «Народной воли». — Пг., 1922. — C. 7 — 58.
- Иохельсон В. И. Археологические исследования на Камчатке // Изв. РГО. 1930. Т. 62. Вып. 3. С. 199—242; Вып. 4. С. 351—385.
- Иохельсон В. И. Одульский (юкагирский) язык // Языки и письменность народов Севера. Ч. III. Л., 1934. С. 149—180.
- Иохельсон В. И. Унанганский (алеутский) язык // Языки и письменность народов Севера. Ч. III. Л., 1934. — С. 129—148.
- Иохельсон В. И. Коряки. Материальная культура и социальная организация. СПб., 1997.